# الهجرة في الإسلام
الهجرة في الإسلام معناها اصطلاحًا هي: الخروج من أرض الكفر إلى أرض الإسلام، كالهجرة من مكة إلى المدينة، وكهجرة بعض الصحابة إلى الحبشة، وكانت الهجرة إلى المدينة واجبة قبل فتح مكة، فلما فتحت مكة أصبحت دار الإسلام، فقال النبي محمد: 《 لا هجرةَ بعدَ الفتحِ، ولكن جهادٌ ونِيَّةٌ، وإذا استُنفِرْتُم فانفِروا》، وللهجرة معنى معنوي وهو: هجرة الإنسان لما حرم الله عليه.

## أنواع الهجرة
الهجرة نوعان: معنوية، وحسية:
- المعنوية: هي هجرة الإنسان لما حرم الله عليه، فعَنْ عَبْدِ اللَّهِ بْنِ عَمْرٍو أن: «النَّبِيِّ ﷺ قَالَ: «الْمُسْلِمُ مَنْ سَلِمَ الْمُسْلِمُونَ مِنْ لِسَانِهِ وَيَدِهِ، وَالْمُهَاجِرُ مَنْ هَجَرَ مَا نَهَى اللَّهُ عَنْهُ».»
- وأما الهجرة الحسية فمنها:
  - الهجرة من دار الكفر إلى دار الإسلام، كالهجرة النبوية إلى المدينة المنورة.
  - هجرة أرض السوء إلى أرض الصلاح، مثل قصة قاتل المائة نفس، قال النووي:[6] «قال العلماء: في هذا استحباب مفارقة التائب المواضع التي أصاب بها الذنوب، والأخدان المساعدين له على ذلك، ومقاطعتهم ما داموا على حالهم، وأن يستبدل بهم صحبة أهل الخير والصلاح والعلماء والمتعبدين والورعين ومن يقتدى بهم، وينتفع بصحبتهم، وتتأكد بذلك توبته»، وقال ابن حجر العسقلاني:[7] «ففيه إشارة إلى أن التائب ينبغي له مفارقة الأحوال التي اعتادها في زمن المعصية، والتحول منها كلها والاشتغال بغيرها»
  - الهجرة إلى الجهاد، فعن ابن عباس: قال النبي:[3] «لا هجرةَ بعدَ الفتحِ، ولكن جهادٌ ونِيَّةٌ، وإذا استُنفِرْتُم فانفِروا»، وعَنْ عَبْدِ اللَّهِ بْنِ عَمْرٍو قَالَ:[8] سَمِعْتُ رَسُولَ اللَّه يَقُولُ: «سَتَكُونُ هِجْرَةٌ بَعْدَ هِجْرَةٍ، فَخِيَارُ أَهْلِ الْأَرْضِ أَلْزَمُهُمْ مُهَاجَرَ إِبْرَاهِيمَ، وَيَبْقَى فِي الْأَرْضِ شِرَارُ أَهْلِهَا، تَلْفِظُهُمْ أَرْضُوهُمْ، تَقْذَرُهُمْ نَفْسُ اللَّهِ، وَتَحْشُرُهُمْ النَّارُ مَعَ الْقِرَدَةِ وَالْخَنَازِيرِ»

## أدلتها في الإسلام
الهجرة في القرآن
- ﴿إِنَّ الَّذِينَ آمَنُوا وَالَّذِينَ هَاجَرُوا وَجَاهَدُوا فِي سَبِيلِ اللَّهِ أُولَئِكَ يَرْجُونَ رَحْمَةَ اللَّهِ وَاللَّهُ غَفُورٌ رَحِيمٌ ۝٢١٨﴾ [البقرة:218]
- ﴿فَاسْتَجَابَ لَهُمْ رَبُّهُمْ أَنِّي لَا أُضِيعُ عَمَلَ عَامِلٍ مِنْكُمْ مِنْ ذَكَرٍ أَوْ أُنْثَى بَعْضُكُمْ مِنْ بَعْضٍ فَالَّذِينَ هَاجَرُوا وَأُخْرِجُوا مِنْ دِيَارِهِمْ وَأُوذُوا فِي سَبِيلِي وَقَاتَلُوا وَقُتِلُوا لَأُكَفِّرَنَّ عَنْهُمْ سَيِّئَاتِهِمْ وَلَأُدْخِلَنَّهُمْ جَنَّاتٍ تَجْرِي مِنْ تَحْتِهَا الْأَنْهَارُ ثَوَابًا مِنْ عِنْدِ اللَّهِ وَاللَّهُ عِنْدَهُ حُسْنُ الثَّوَابِ ۝١٩٥﴾ [آل عمران:195]
- ﴿وَمَنْ يُهَاجِرْ فِي سَبِيلِ اللَّهِ يَجِدْ فِي الْأَرْضِ مُرَاغَمًا كَثِيرًا وَسَعَةً وَمَنْ يَخْرُجْ مِنْ بَيْتِهِ مُهَاجِرًا إِلَى اللَّهِ وَرَسُولِهِ ثُمَّ يُدْرِكْهُ الْمَوْتُ فَقَدْ وَقَعَ أَجْرُهُ عَلَى اللَّهِ وَكَانَ اللَّهُ غَفُورًا رَحِيمًا ۝١٠٠﴾ [النساء:100]
- ﴿إِنَّ الَّذِينَ آمَنُوا وَهَاجَرُوا وَجَاهَدُوا بِأَمْوَالِهِمْ وَأَنْفُسِهِمْ فِي سَبِيلِ اللَّهِ وَالَّذِينَ آوَوْا وَنَصَرُوا أُولَئِكَ بَعْضُهُمْ أَوْلِيَاءُ بَعْضٍ وَالَّذِينَ آمَنُوا وَلَمْ يُهَاجِرُوا مَا لَكُمْ مِنْ وَلَايَتِهِمْ مِنْ شَيْءٍ حَتَّى يُهَاجِرُوا وَإِنِ اسْتَنْصَرُوكُمْ فِي الدِّينِ فَعَلَيْكُمُ النَّصْرُ إِلَّا عَلَى قَوْمٍ بَيْنَكُمْ وَبَيْنَهُمْ مِيثَاقٌ وَاللَّهُ بِمَا تَعْمَلُونَ بَصِيرٌ ۝٧٢﴾ [الأنفال:72]
- ﴿ثُمَّ قَسَتْ قُلُوبُكُمْ مِنْ بَعْدِ ذَلِكَ فَهِيَ كَالْحِجَارَةِ أَوْ أَشَدُّ قَسْوَةً وَإِنَّ مِنَ الْحِجَارَةِ لَمَا يَتَفَجَّرُ مِنْهُ الْأَنْهَارُ وَإِنَّ مِنْهَا لَمَا يَشَّقَّقُ فَيَخْرُجُ مِنْهُ الْمَاءُ وَإِنَّ مِنْهَا لَمَا يَهْبِطُ مِنْ خَشْيَةِ اللَّهِ وَمَا اللَّهُ بِغَافِلٍ عَمَّا تَعْمَلُونَ ۝٧٤ أَفَتَطْمَعُونَ أَنْ يُؤْمِنُوا لَكُمْ وَقَدْ كَانَ فَرِيقٌ مِنْهُمْ يَسْمَعُونَ كَلَامَ اللَّهِ ثُمَّ يُحَرِّفُونَهُ مِنْ بَعْدِ مَا عَقَلُوهُ وَهُمْ يَعْلَمُونَ ۝٧٥﴾ [البقرة:74–75]
- ﴿الَّذِينَ آمَنُوا وَهَاجَرُوا وَجَاهَدُوا فِي سَبِيلِ اللَّهِ بِأَمْوَالِهِمْ وَأَنْفُسِهِمْ أَعْظَمُ دَرَجَةً عِنْدَ اللَّهِ وَأُولَئِكَ هُمُ الْفَائِزُونَ ۝٢٠ يُبَشِّرُهُمْ رَبُّهُمْ بِرَحْمَةٍ مِنْهُ وَرِضْوَانٍ وَجَنَّاتٍ لَهُمْ فِيهَا نَعِيمٌ مُقِيمٌ ۝٢١ خَالِدِينَ فِيهَا أَبَدًا إِنَّ اللَّهَ عِنْدَهُ أَجْرٌ عَظِيمٌ ۝٢٢﴾
- ﴿وَالسَّابِقُونَ الْأَوَّلُونَ مِنَ الْمُهَاجِرِينَ وَالْأَنْصَارِ وَالَّذِينَ اتَّبَعُوهُمْ بِإِحْسَانٍ رَضِيَ اللَّهُ عَنْهُمْ وَرَضُوا عَنْهُ وَأَعَدَّ لَهُمْ جَنَّاتٍ تَجْرِي تَحْتَهَا الْأَنْهَارُ خَالِدِينَ فِيهَا أَبَدًا ذَلِكَ الْفَوْزُ الْعَظِيمُ ۝١٠٠﴾ [التوبة:100]
- ﴿وَالَّذِينَ هَاجَرُوا فِي اللَّهِ مِنْ بَعْدِ مَا ظُلِمُوا لَنُبَوِّئَنَّهُمْ فِي الدُّنْيَا حَسَنَةً وَلَأَجْرُ الْآخِرَةِ أَكْبَرُ لَوْ كَانُوا يَعْلَمُونَ ۝٤١﴾
- ﴿ثُمَّ إِنَّ رَبَّكَ لِلَّذِينَ هَاجَرُوا مِنْ بَعْدِ مَا فُتِنُوا ثُمَّ جَاهَدُوا وَصَبَرُوا إِنَّ رَبَّكَ مِنْ بَعْدِهَا لَغَفُورٌ رَحِيمٌ ۝١١٠﴾ [النحل:110]
- ﴿وَالَّذِينَ هَاجَرُوا فِي سَبِيلِ اللَّهِ ثُمَّ قُتِلُوا أَوْ مَاتُوا لَيَرْزُقَنَّهُمُ اللَّهُ رِزْقًا حَسَنًا وَإِنَّ اللَّهَ لَهُوَ خَيْرُ الرَّازِقِينَ ۝٥٨﴾ [الحج:58]

الهجرة في السنة النبوية
- قال النبي لعمرو بن العاص:[10] «أما عملت أن الإسلام يهدم ما كان قبله، وأن الهجرة تهدم ما كان قبلها، وأن الحج يهدم ما كان قبله».
- وقال لأبي فاطمة الضمري:[11]«عليك بالهجرة فإنه لا مثل لها»
- وقال:[12]«يؤم القوم أقرؤهم لكتاب الله وأقدمهم قراءة، فإن كانت قراءتهم سواء فليؤمهم أقدمهم هجرة، فإن كانوا في الهجرة سواء فليؤمهم أكبرهم سناً»
- وقال:[13]«فمن فعل ذلك منهم – أي من أسلم وهاجر وجاهد – فمات كان حقاً على الله أن يدخله الجنة، أو قتل كان حقاً على الله عز وجل أن يدخله الجنة، وإن غرق كان حقاً على الله أن يدخله الجنة، أو وقصته دابته كان حقاً على الله أن يدخله الجنة»
- وقال:[14]«أنا زعيم لمن آمن بي وأسلم وهاجر ببيت في ربض الجنة، وببيت في وسط الجنة»
- وقال لما سئل عن أفضل الإيمان قال:[15]«الهجرة»
- وقال:[16]«وأنا آمركم بخمس، الله أمرني بهن: بالجماعة والسمع والطاعة والهجرة والجهاد في سبيل الله».
- وقال لعبد الله بن عمرو:[17]«أتعلم أول زمرة تدخل الجنة من أمتي؟)) قال: الله ورسوله أعلم، فقال: المهاجرون، يأتون يوم القيامة إلى باب الجنة ويستفتحون، فيقول الخزنة: أوقد حوسبتم؟ فيقولون: بأي شيء نحاسب؟! وإنما كانت أسيافنا على عواتقنا في سبيل الله حتى متنا على ذلك. قال: فيفتح لهم فيقيلون فيه أربعين عاماً قبل أن يدخلها الناس».
- عن جابر:[18]«أن الطفيل بن عمرو الدوسي أتى النبي ﷺ فقال: يا رسول الله، هل لك في حصن حصين ومنعة؟ قال: حصن كان لدوس في الجاهلية، فأبى ذلك النبي ﷺ للذي ذخر الله للأنصار، فلما هاجر النبي ﷺ إلى المدينة هاجر إليه الطفيل بن عمرو، وهاجر معه رجل من قومه، فاجتووا المدينة، فمرض فجزع فأخذ مشاقص له فقطع بها براجمه فشخبت يداه حتى مات، فرآه الطفيل بن عمرو في منامه، فرآه وهيئته حسنة، ورآه مغطيًا يديه، فقال له: ما صنع بك ربك؟ فقال: غفر لي بهجرتي إلى نبيه ﷺ»

## مقاصد الهجرة
الهجرة من دار الكفر إلى دار الإسلام لها مقاصد منها:
1. هجر المكان الذي يُكفر فيه بالله، بل بالغ بعضهم فأوجبها من دار المعصية، نقل ابن حجر العسقلاني عن بعض أهل العلم أنّه يجب على كلّ من كان بِبَلد يُعمل فيها بالمعاصي، ولا يمكنُه تغييرُها: الهجرةُ إلى حيث تتهيّأ له العبادة؛ لقوله تعالى:﴿فَلا تَقْعُدْ بَعْدَ الذِّكْرَى مَعَ الْقَوْمِ الظَّالِمِينَ﴾.
2. تكثيف سواد المسلمين، فهي من أسباب أسباب الوِلاية المؤمنين، وتركها ينقض هذه الولاية، فقال تعالى:﴿إِنَّ الَّذِينَ آمَنُوا وَهَاجَرُوا وَجَاهَدُوا بِأَمْوَالِهِمْ وَأَنْفُسِهِمْ فِي سَبِيلِ اللَّهِ وَالَّذِينَ آوَوْا وَنَصَرُوا أُولَئِكَ بَعْضُهُمْ أَوْلِيَاءُ بَعْضٍ وَالَّذِينَ آمَنُوا وَلَمْ يُهَاجِرُوا مَا لَكُمْ مِنْ وَلَايَتِهِمْ مِنْ شَيْءٍ حَتَّى يُهَاجِرُوا﴾ سورة الأنفال:72، وقال ابن كثير في تفسير قوله تعالى:﴿وَالَّذِينَ كَفَرُوا بَعْضُهُمْ أَوْلِيَاءُ بَعْضٍ إِلَّا تَفْعَلُوهُ تَكُنْ فِتْنَةٌ فِي الْأَرْضِ وَفَسَادٌ كَبِيرٌ﴾ سورة الأنفال:73:«أي: إن لم تُجانبوا المشركين وتوالوا المؤمنين وقعت الفتنة في النّاس، وهو التباس الأمر واختلاط المؤمنين بالكافرين، فيقع بين النّاس فساد منتشر عريض طويل.»
3. تيسير الجهاد على المسلمين، قال تعالى:﴿وَلَوْلا رِجَالٌ مُؤْمِنُونَ وَنِسَاءٌ مُؤْمِنَاتٌ لَمْ تَعْلَمُوهُمْ أَنْ تَطَأُوهُمْ فَتُصِيبَكُمْ مِنْهُمْ مَعَرَّةٌ بِغَيْرِ عِلْمٍ لِيُدْخِلَ اللَّهُ فِي رَحْمَتِهِ مَنْ يَشَاءُ لَوْ تَزَيَّلُوا لَعَذَّبْنَا الَّذِينَ كَفَرُوا مِنْهُمْ عَذَاباً أَلِيماً﴾ سورة الفتح:25.
4. أنّ البقاء بينهم ذريعة إلى موافقتهم، قال صديق حسن خان:[20] «وقد استُدلّ بهذه الآية على أنّ الهجرة واجبة على كلّ من كان بدار الشّرك، أو بدار يُعمل فيها بمعاصي الله جهارا إذا كان قادرا على الهجرة، ولم يكن من المستضعفين، لما في هذه الآية من العموم، وإن كان السّبب خاصّا، وظاهرها عدم الفرق بين مكان ومكان، وزمان وزمان»

## فضلها
رغّب كلٌّ من القرآن والسنة في «الهجرة في سبيل الله»، ووعدا «المهاجرين في سبيل الله» بالأجر العظيم، ومنه:
- مغفرة الذنوب، فعن عمرو بن العاص قال:[22] «أتيتُ النبي ﷺ، فقلت: ابسط يمينك لأُبايعك، فبسط يمينه، قال: فقبضتُ يدي، قال: ما لك يا عمرو؟، قال: قلت: أردت أن أشترطَ، قال: تشترط بماذا؟، قلت: أن يغفرَ لي، قال: أما علِمتَ أن الإسلام يهدِم ما كان قبله، وأن الهجرة تهدِم ما كان قبلها، وأن الحج يهدِم ما كان قبله»
- بيت في ربض الجنة وبيت في وسط الجنة، فعن فضالة بن عبيد، يقول:[23] «سمعت رسول الله ﷺ يقول: أنا زعيم لمن آمَن بي، وأسلم وهاجَر ببيت في رَبَض الجنة، وببيت في وسط الجنة، وأنا زعيم لمن آمَن بي، وأسلم، وجاهد في سبيل الله، ببيت في ربض الجنة، وببيت في وسط الجنة، وببيت في أعلى غرف الجنة، من فعل ذلك فلم يدَع للخير مطلبًا، ولا من الشر مهربًا، يموت حيث شاء أن يموت»
- أنه في أول زمرة تدخل الجنة، فعن عبد الله بن عمرو قال:[24] قال لي رسول الله ﷺ: «أتعلم أول زمرة تدخل الجنة من أُمتي؟، قال: الله ورسوله أعلم، فقال: المهاجرون يأتون يوم القيامة إلى باب الجنة ويستفتحون، فيقول لهم الخزنة: أَوَقَد حُوسِبتُم؟ فيقولون بأي شيء نُحاسب؟ وإنما كانت أسيافنا على عواتقنا في سبيل الله، حتى مِتنا على ذلك، قال: فيُفتح لهم، فيَقِيلون فيه أربعين عامًا قبل أن يدخلها الناس»

## حكمها
تختلف أحكام الهجرة الحسية حسب الحالة:
- تجب على من يقدر عليها ولا يمكنه إقامة واجبات دينه في ديار الكفر. قال تعالى: ﴿إِنَّ الَّذِينَ تَوَفَّاهُمُ الْمَلائِكَةُ ظَالِمِي أَنْفُسِهِمْ قَالُوا فِيمَ كُنْتُمْ قَالُوا كُنَّا مُسْتَضْعَفِينَ فِي الأَرْضِ قَالُوا أَلَمْ تَكُنْ أَرْضُ اللَّهِ وَاسِعَةً فَتُهَاجِرُوا فِيهَا فَأُولَئِكَ مَأْوَاهُمْ جَهَنَّمُ وَسَاءَتْ مَصِيرًا﴾ سورة النساء:97 ، وعَنْ جَرِيرِ بْنِ عَبْدِ اللَّهِ قَالَ:[26] قال رَسُولُ اللَّهِ: «أَنَا بَرِيءٌ مِنْ كُلِّ مُسْلِمٍ يُقِيمُ بَيْنَ أَظْهُرِ الْمُشْرِكِينَ، لا تَرَاءَى نَارَاهُمَا».
- يُعذَر من لا يستطيع الهجرة كالنساء والأطفال والمرضى، قال تعالى: ﴿إِلَّا الْمُسْتَضْعَفِينَ مِنَ الرِّجَالِ وَالنِّسَاءِ وَالْوِلْدَانِ لَا يَسْتَطِيعُونَ حِيلَةً وَلَا يَهْتَدُونَ سَبِيلًا. فَأُولَئِكَ عَسَى اللَّهُ أَنْ يَعْفُوَ عَنْهُمْ وَكَانَ اللَّهُ عَفُوًّا غَفُورًا﴾ سورة النساء:99.
- تستحب ولا تجب على من يتمكن من إظهار دينه ولا يُضيّق عليه.
- زاد الشّافعيّة قسماً رابعاً: وهو من يقدر على إظهار دينه في دار الحرب، ويقدر على الاعتزال في مكان خاص، فهذا بقاؤه أولى، لأنّ مكان اعتزاله صار دار إسلام بامتناعه، لأنّ كلّ محلّ قدر أهله على الامتناع من الكفّار صار دار إسلام.

### ما قيل في نسخها
ذكر بعض العلماء أن الهجرة الحسية نٌسخت بعد فتح مكة، لقول النبي محمد: 《 لا هجرةَ بعدَ الفتحِ، ولكن جهادٌ ونِيَّةٌ، وإذا استُنفِرْتُم فانفِروا》، وأن الهجرة المعنوية بمعنى هجرة ما حرم الله هي ما بقي من مفهوم الهجرة
وقيل: أن حكمها لم ينسخ، وهو باق، وأن ما نُسخ هو الهجرة إلى المدينة المنورة، ولكن الهجرة من دار الحرب إلى دار الإسلام باقية،
قال النووي:
| الهجرة في الإسلام | :قال أصحابنا وغيرهم من العلماء :"الهجرة من دار الحرب إلى دار الإسلام باقية إلى يوم القيامة"، وتأولوا هذا الحديث تأويلين : 1. أحدهما لا هجرة بعد فتح مكة لأنها صارت دار إسلام فلا تُتَصور منها الهجرة. 2. والثاني أن معناه : أما الهجرة الفاصلة المهمة المطلوبة التي يمتاز بها أهلها امتيازا ظاهرا بفتح مكة ومضت لأهلها الذين هاجروا قبل مكة، لأن الإسلام قوي وعز قبل فتح مكة عزا ظاهرا بخلاف ما قبله. | الهجرة في الإسلام |

وقال ابن حجر العسقلاني: «وهذه الهجرة باقية الحكم في حق من أسلم في دار الكفر وقَدِرَ على الخروج منها.»، وقال ابن كثير في تفسير الآية 97 من سورة النساء: «فنزلت هذه الآية عامة في كل من أقام بين ظهراني المشركين وهو قادر على الهجرة وليس متمكنًا من إقامة الدين فهو ظالم لنفسه، مركتب حرامًا بالإجماع، وبنص هذه الآية.»

## في التاريخ الإسلامي

### الهجرة قبل العصر الإسلامي
قام بعض الأنبياء والصالحين بالهجرة في سبيل الله قبل العصر الإسلامي، من هذه الهجرات:
- هجرة النبي إبراهيم بعدما أخرجه قومه[5]، فقال: ﴿إِنِّي ذَاهِبٌ إِلَى رَبِّي سَيَهْدِينِ﴾ سورة الصافات:99
- هجرة النبي لوط بأهله إلى الشام، فعن النضر بن أنس عن أنس بن مالك قال: «قال النَّبيُّ ﷺ :إنَّ عثمانَ لأوَّلُ مَن هاجَر إلى اللهِ بأهلِه بعدَ لوطٍ.[32]»
- قاتل المائة نفس[5]، الذي خرج إلى قرية صالحة بعدما قال له العالم:[33]«اخرُج منَ القَريةِ الخبيثَةِ الَّتي أنتَ فيها إلى القريةِ الصَّالحةِ قَريةِ كذا وَكَذا، فاعبُدْ ربَّكَ فيها»

### الهجرة إلى الحبشة

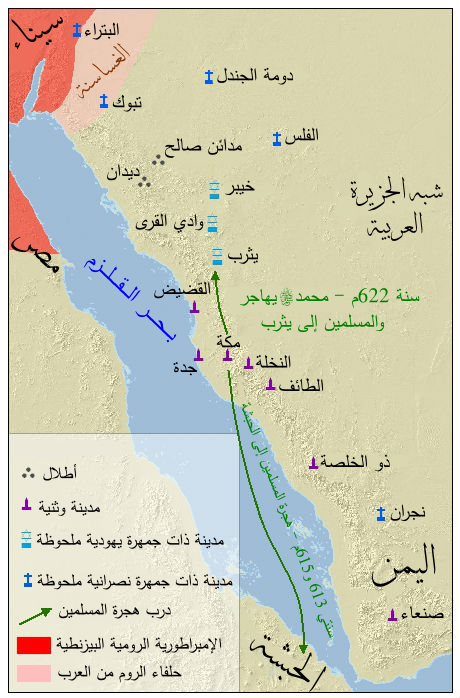
خريطة توضح مسار الهجرات إلى المدينة وإلى الحبشة.

لما رأى النبي محمد ما يصيب أصحابه من أذى زعماء قريش لهم، فقال لأصحابه: «لو خرجتم إلى أرض الحبشة؟ فإن بها ملكا لا يظلم عنده أحد، وهي - أرض صدق - حتى يجعل الله لكم فرجا مما أنتم فيه»، فكانت الهجرة الأولى إلى الحبشة في رجب من العام الخامس بعد البعثة، وكانوا أحد عشر رجلًا وأربع نسوة، ثم بلغهم وهم بأرض الحبشة أن أهل مكة أسلموا، فرجع بعضٌ منهم إلى مكة فلم يجدوا ذلك صحيحًا، فرجعوا، وسار معهم مجموعة أخرى إلى الحبشة، وهي الهجرة الثانية، وكانوا اثنين وثمانين رجلًا ونسائهم وأبنائهم.

### الهجرة إلى يثرب

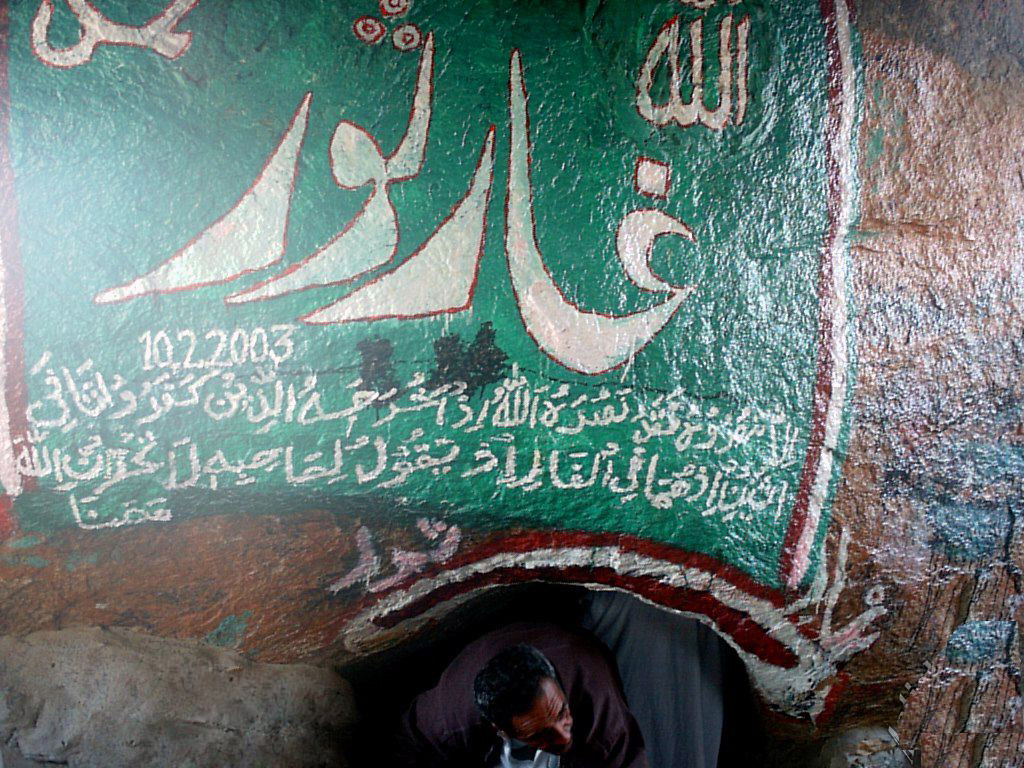
غار ثور الذي اختبأ به النبي محمد وأبو بكر في رحلة الهجرة، ماكثين فيه ثلاث ليال.

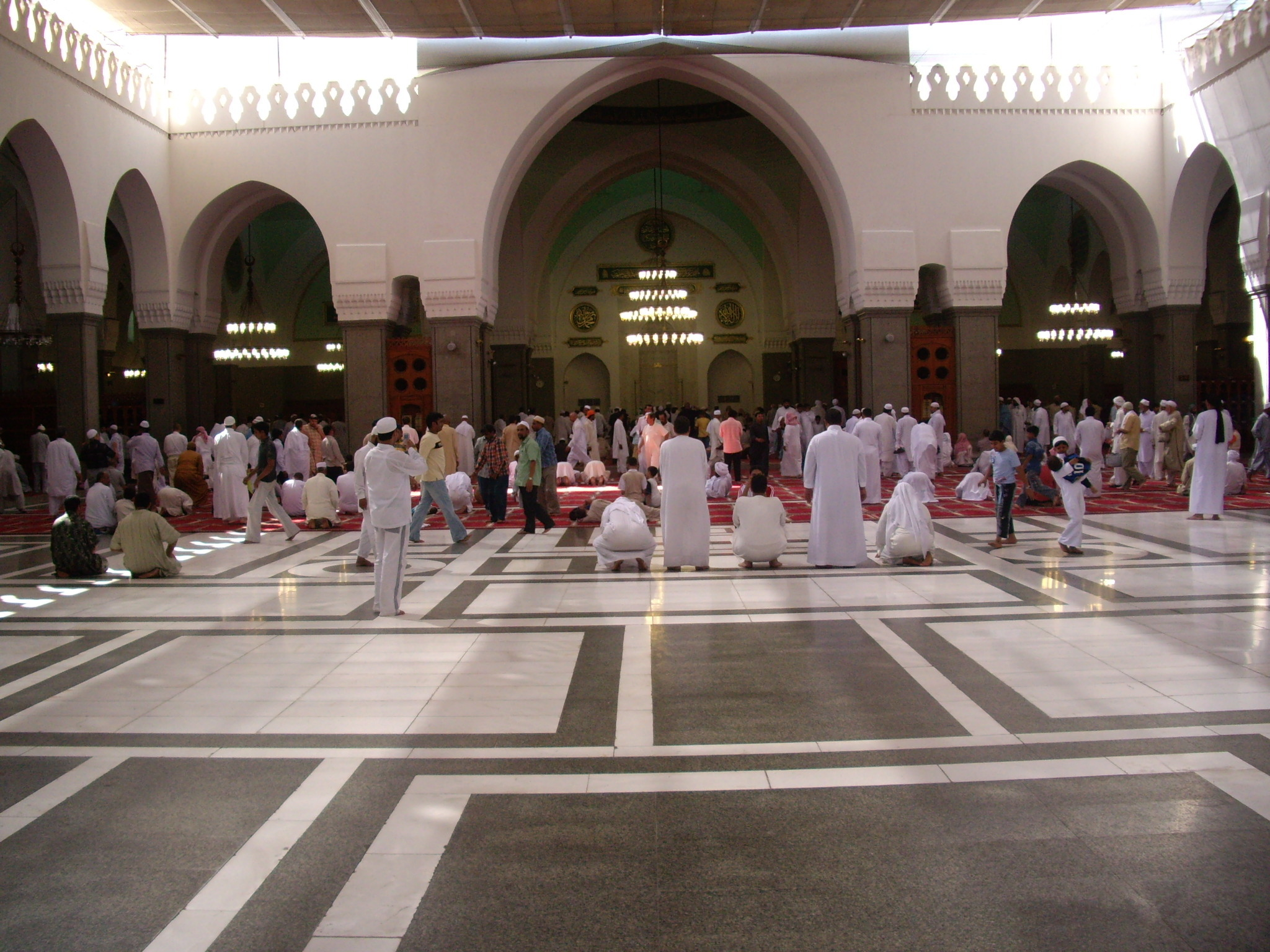
من داخل مسجد قباء، أول مسجد أسس بعد بعثة النبي محمد، قال فيه «من توضأ وأسبغ الوضوء ثم جاء مسجد قباء فصلى فيه كان له أجر عمرة».

لما اشتد البلاء على المسلمين بعد بيعة العقبة الثانية، أذن محمد لأصحابه بالهجرة إلى المدينة المنورة، فجعلوا يخرجون ويخفون ذلك، فكان أول من قدم المدينة المنورة أبو سلمة بن عبد الأسد، ثم قدم المسلمون أرسالاً فنزلوا على الأنصار في دورهم فآووهم ونصروهم. ولم يبقَ بمكة منهم إلا النبي محمد وأبو بكر وعلي بن أبي طالب أو مفتون محبوس أو ضعيف عن الخروج.
ولما رأت قريش خروج المسلمين، خافوا خروج محمد، فاجتمعوا في دار الندوة، واتفقوا أن يأخذوا من كل قبيلة من قريش شابًا فيقتلون محمد فيتفرّق دمه في القبائل. فأخبر جبريل محمد بالخبر وأمره أن لا ينام في مضجعه تلك الليلة، فأمر محمد عليًا أن ينام مكانه ليؤدي الأَمانات التي عنده ثم يلحق به. واجتمع أولئك النفر عِند بابه، لكنه خرج من بين أيديهم لم يره منهم أحد، وهو يحثو على رؤوسهم التراب تاليًا آيات من سورة يس. فجاء إلى أبي بكر، وقد كان أبو بكر قد جهز راحلتين للسفر، فأعطاها محمد لعبد الله بن أرَيْقِط، على أن يوافيهما في غار ثور بعد ثلاث ليالٍ، ويكون دليلاً لهما، فخرجا ليلة 27 صفر سنة 14 من النبوة، الموافق 12 سبتمبر سنة 622م، وحمل أبو بكر ماله كلّه ومعه خمسة آلاف درهم أو ستة آلاف، فمضيا إلى غار ثور فدخلاه وضربت العنكبوت على بابه بعش، وجعلت قريش فيه حين فقدوه 100 ناقة لمن يردّه عليهم، فخرجت قريش في طلبه حتى وصلوا باب الغار، فقال بعضهم «إن عليه العنكبوت قبل ميلاد محمد» فانصرفوا. ومكث محمد وأبو بكر في الغار ثلاث ليال يبيت عندهما عبد الله بن أبي بكر، حتى خرجا من الغار 1 ربيع الأول، أو 4 ربيع الأول. وبينما هما في الطريق، إذ عرض لهما سراقة بن مالك وهو على فرس له فدعا عليه محمد فرسخت قوائم فرسه، فقال «يا محمد أدع الله أن يطلق فرسي وأرجع عنك وأرد من ورائي»، ففعل فأطلق ورجع فوجد الناس يلتمسون محمد فقال «ارجعوا فقد استبرأت لكم ما ههنا» فرجعوا عنه.
وصل محمد قباء يوم الإثنين 8 ربيع الأول، أو 12 ربيع الأول، فنزل على كلثوم بن الهدم، وجاءه المسلمون يسلمون عليه، ونزل أبو بكر على خبيب بن إساف. وأقام علي بن أبي طالب بمكة ثلاث ليال وأيامها حتى أدّى الودائع التي كانت عند محمد للناس، حتى إذا فرغ منها لحق بمحمد فنزل معه على كلثوم بن هدم. وبقي محمد وأصحابه في قباء عند بني عمرو بن عوف 4 أيام، وقد أسس مسجد قباء لهم، ثم انتقل إلى المدينة المنورة فدخلها يوم الجمعة 12 ربيع الأول، سنة 1 هـ الموافق 27 سبتمبر سنة 622م، وعمره يومئذ 53 سنة. ومن ذلك اليوم سُميت بمدينة الرسول ﷺ، بعدما كانت يثرب

#### جدول خط سير زمني للهجرة
| التاريخ                                    | خط سير الهجرة                                               |
| ------------------------------------------ | ----------------------------------------------------------- |
| الخميس 27 صفر 1 هـ (13 سبتمبر 622م)        | غادر مكة ومكث ثلاثة أيام في غار ثور بالقرب من مكة.          |
| الاثنين 1 ربيع الأول 1 هـ (16 سبتمبر 622م) | غادر جبل ثور متجهاً إلى منطقة يثرب.                          |
| الاثنين 8 ربيع الأول 1 هـ (23 سبتمبر 622م) | وصل إلى قباء بالقرب من المدينة المنورة، ومكث فيها عدة أيام. |
| الجمعة 12 ربيع الأول 1 هـ (27 سبتمبر 622م) | وصل إلى المدينة المنورة.                                    |

## وصلات خارجية
- ما معنى الهجرة ومتى تجب على المسلم؟ ـ محمد الحسن الددو الشنقيطي .
- أحكام الهجر والهجرة في الإسلام _ المكتبة الشاملة .